# Aeroporto Internacional Luis Muñoz Marin
O Aeroporto Internacional Luis Muñoz Marin (IATA: SJU, ICAO: TJSJ, FAA LID: SJU), é um aeroporto articulação civil-militar internacional localizado em Carolina, Porto Rico, três milhas (cinco quilômetros) ao sudeste de San Juan. Mais de 4 milhões de passageiros a bordo de um avião no aeroporto por ano de acordo com a Administração Federal de Aviação.
O aeroporto é de propriedade do Puerto Rico Ports Authority, mas geridas por Aerostar Airport Holdings, uma parceria público-privada para alugar que foi premiado pelo governo de Porto Rico para operar e administrar o aeroporto por 40 anos. SJU é o segundo aeroporto internacional a ser privatizada nos Estados Unidos e para o aeroporto só Privatizada atualmente no país.

## Terminais e Linhas Aéreas
O aeroporto serviu como um hub para a Pan American Airways, Trans Caribbean e Eastern Airlines, bem como uma cidade foco de curta duração para a TWA. Ele também foi o centro principal para a companhia aérea de bandeira nacional de Puerto Rico, Prinair de 1966 a 1984, quando a companhia aérea faliu. Depois, em 1986, American Airlines, juntamente com a American Eagle, estabeleceu um hub lá para competir com Eastern Airlines. Mas, devido a cortes de capacidade, eles acabaram operações hub e permaneceu como uma cidade foco até 4 de abril de 2011. American Eagle mais tarde acabou operações de hub em 31 de março de 2013 e foi completamente desligado até 1 de Abril de 2013. Agora Jetblue Airways assumiu a maioria das operações e em 6 de junho de 2012, San Juan foi clasiffied como uma cidade foco na rede da Jetblue, logo após assumir o terminal recém-construído A com 31 voos diários em um dia médio. O aeroporto serve também como um Hub para Cape Air, Air Sunshine e Seaborne Airlines.
O Aeroporto Luis Muñoz Marín tem um edifício do terminal principal, com quatro concursos e um terminal separado com um
Concourses B e C são atualmente fechado para reformas. Todas as companhias aéreas têm ou se mudou temporariamente para councoure D ou A. Os concursos estão programadas para ser feito o ano de 2016

### Ligações Externas
- Luis Minoz Marin International Airport